# George Kaczender
George Kaczender (* 19. April 1933 in Budapest; † 24. August 2016 in Century City) war ein in Ungarn geborener kanadischer Filmregisseur und Filmeditor. Zwischen 1963 und 2001 drehte er 26 Filme.

## Leben und Karriere
Kaczender hatte Film studiert und als Regieassistent in den Pannonia Film Studios in Budapest gearbeitet. 1956 floh er mit seiner Familie nach dem niedergeschlagenen Ungarischen Volksaufstand aus Ungarn. Er wanderte nach Österreich aus und zog dann nach Frankreich, bevor er sich in Kanada niederließ, wo er von 1956 bis 1969 beim National Film Board of Canada in Montreal arbeitete. Hier schrieb und inszenierte er preisgekrönte Dokumentarfilme und kurze Spielfilmdramen. 1968 schrieb und inszenierte er den Spielfilm Don't Let the Angels Fall mit Arthur Hill, der als erster kanadischer Spielfilm zum Hauptwettbewerb der Filmfestspiele von Cannes 1969 eingeladen wurde. 1970 wurde er einer der Gründungspartner des International Cinemedia Centre in Montreal.
In den 1970er Jahren drehte er zahlreiche preisgekrönte Lehrfilme für die Learning Corporation of America und fünf Spielfilme, bevor er Kanada für Hollywood verließ. Sein Film Don't let the Angels Fall wurde 1969 bei den Filmfestspielen von Cannes für die Goldene Palme nominiert und sein Film The Girl in Blue wurde 1973 bei den Berliner Filmfestspielen für den Goldenen Bären nominiert. Für seine Arbeit an Dokumentarfilmen und kurzen dramatischen Filmen erhielt er zahlreiche internationale Auszeichnungen.
Von 2002 bis 2004 war Kaczender außerordentlicher Professor an der USC School of Cinematic Arts und unterrichtete Regie. Seine Memoiren, Notizbücher einer unheilbaren Romantik, wurden 2014 veröffentlicht.
George Kaczender starb am 24. August 2016 an Krebs. Er hinterließ seine Frau Joan und seinen Sohn Justin.

## Filmografie
- 1963: Ballerina (Dokumentarfilm)
- 1964: City Scene (Dokumentarfilm)
- 1964: Phoebe
- 1965: Das Motorrad
- 1966: Little White Crimes
- 1966: The World of Three (Dokumentarfilm)
- 1967: Sabre and Foil (Dokumentarfilm)
- 1967: To Track a Shadow (Dokumentarfilm)
- 1968: The Game
- 1969: Don't Let the Angels Fall
- 1973: U-Turn
- 1978: Lust auf Liebe
- 1980: Agency – Botschaft des Bösen
- 1981: Einzigartige Chanel
- 1981: Lust auf Sex
- 1985–1988: In der Hitze der Nacht (7 Folgen)
- 1987: Prettykill
- 1988–1989: Freddy's Nightmares: A Nightmare on Elm Street – Die Serie (3 Folgen)
- 1988: Falcon Crest (3 episodes)
- 1989–1990: Nam – Dienst in Vietnam (3 Folgen)
- 1990–1991: Chicago Soul (2 Folgen)
- 1991: Geliebt von einer Mörderin (Fernsehfilm)
- 1991: Trevor und der Penner (Fernsehfilm)
- 1992: Jonathan – Leben gegen jede Chance (Fernsehfilm)
- 1992: Sunset Beat – Die Undercover Cops (1 Folge)
- 1994: Grenzenloses Leid einer Mutter (Fernsehfilm)
- 1994: Verraten und mißbraucht (Fernsehfilm)
- 1995: Danielle Steel – Verlorene Spuren (Fernsehfilm)
- 1995: Ebbies Weihnachtsgeschichte (Ebbie, Fernsehfilm)
- 1996: Devil's Food – Eine wirklich teuflische Diät (Fernsehfilm)
- 1996: Die Wiege des Hasses
- 1998: Liebe aus Träumen geboren (Fernsehfilm)
- 2001: Christy: Choices of the Heart (Miniserie, Folge A Change of Seasons)
- 2003: Christy: Finding Faith

## Veröffentlichungen
- 2000: An Unreasonable Notion of Desire(Xlibris)
- 2013: Notizbücher einer unheilbaren Romantik(Red Cat Tales Publishing)